# DNSBL
DNSBL staat voor DNS BlackList: een speciaal gebruik van het protocol van DNS-servers, met als doel het beperken van de verspreiding van virussen en/of spam via e-mail.

## Doel
Het idee achter DNSBL is niet zozeer om permanent de vloed van spam of besmette mail te verminderen, maar ook om de serverbeheerders – bijvoorbeeld bij internetproviders – op te voeden. Als een mailserver opgenomen wordt in een of meer veelgebruikte blacklists, kan geen enkele gebruiker van die mailserver nog fatsoenlijk post versturen. Door klachten van gebruikers worden de serverbeheerders gedwongen om misbruik actief tegen te gaan door hun mailservers afdoende te beschermen tegen misbruik en klanten die zich misdragen af te sluiten.

## Geschiedenis
De eerste DNSBL werd opgezet door Paul Vixie in 1997 als onderdeel van zijn Mail Abuse Prevention System of MAPS. Door de groeiende overlast van spam kwamen er vele initiatieven op het gebied van DNSBL. De verschillende databases en de vraag vanuit de internetwereld zorgden er verder voor dat veel softwarepakketten het gebruik van DNSBL gingen ondersteunen.
Niet iedereen in de internetgemeenschap was blij met deze initiatieven. Tegenstanders hebben diverse processen aangespannen tegen de initiatiefnemers van enkele grote – en dus veel gebruikte – blacklists.

## Principe
Een DNSBL is een lijst van IP-adressen van (mail)servers, die gebruikt zijn om virussen of spam berichten te versturen of die misbruikt kunnen worden voor dat doel. Elke individuele blacklist stelt zelf de voorwaarden op wanneer een bepaald IP-adres, domeinnaam of hostnaam erin opgenomen wordt: dit kan zijn als de betreffende server daadwerkelijk gebruikt is om spam of virussen te verzenden en/of wanneer een server zodanig geconfigureerd is dat misbruik mogelijk is (bijvoorbeeld een open proxyserver of een niet beveiligde mailserver).
Een normale DNS-server is bedoeld om een domeinnaam of URL te vertalen naar een IP-adres en andersom. Daarnaast wordt een DNS-server gebruikt om te bepalen naar welke server e-mailberichten gestuurd moeten worden van een bepaalde domeinnaam via het MX-record. Als serversoftware kan standaard DNS-software gebruikt worden, maar daarnaast heeft een aantal ontwikkelaars ook speciale RBLDNS-software geschreven die alleen bedoeld is voor dit doel, en andere functies van een DNS-server niet ondersteunen.
In de tijd dat de overlast van spam sterk groeide, bedacht een aantal technici dat hetzelfde protocol ook gebruikt zou kunnen worden om verbindingen vanaf verdachte mailservers tegen te houden. Met relatief kleine aanpassingen aan de instellingen van een mailserver bleek het mogelijk om het protocol te gebruiken om verbindingen vanaf de ongewenste servers te voorkomen. Het voordeel om dit systeem te gaan gebruiken was dat de databaseserver bestaande technologie gebruikte (het Domain Name System-protocol) en dat er weinig aanpassingen nodig waren aan de clientkant: De serversoftware zelf behoefde maar weinig te worden aangepast, en enkele opensourcepakketten boden snel deze optie. Om het vervolgens te gebruiken, voldeden enkele regels configuratie.
Het principe werkt – versimpeld – als volgt:
1. Een (SMTP) mailserver (server A) wordt aangeroepen door een andere SMTP-server (server B) waarbij B e-mailberichten wil versturen naar A.
2. A checkt volgens het DNS-protocol het IP-adres van B bij een bepaalde RBLDNS.
3. Als B niet is opgenomen in de betreffende blacklist, accepteert A de sessie en kan B zijn berichten naar A verzenden.
4. Als B wel op de blacklist staat, krijgt A een positief antwoord in de vorm van het algemene loopback-IP-adres 127.0.0.1 en wordt de verbinding direct beëindigd.

Enkele bekende diensten zijn:
- The Spamhaus Project – verzameling van diverse blacklists
- VIRBL – Nederlandse blacklist tegen virusverspreiding (gestopt in 2016)